# Cocorote
Cocorote – miasto w Wenezueli w stanie Yaracuy. W 2011 roku liczyło 39 310 mieszkańców. mieszkańców.

## Religia

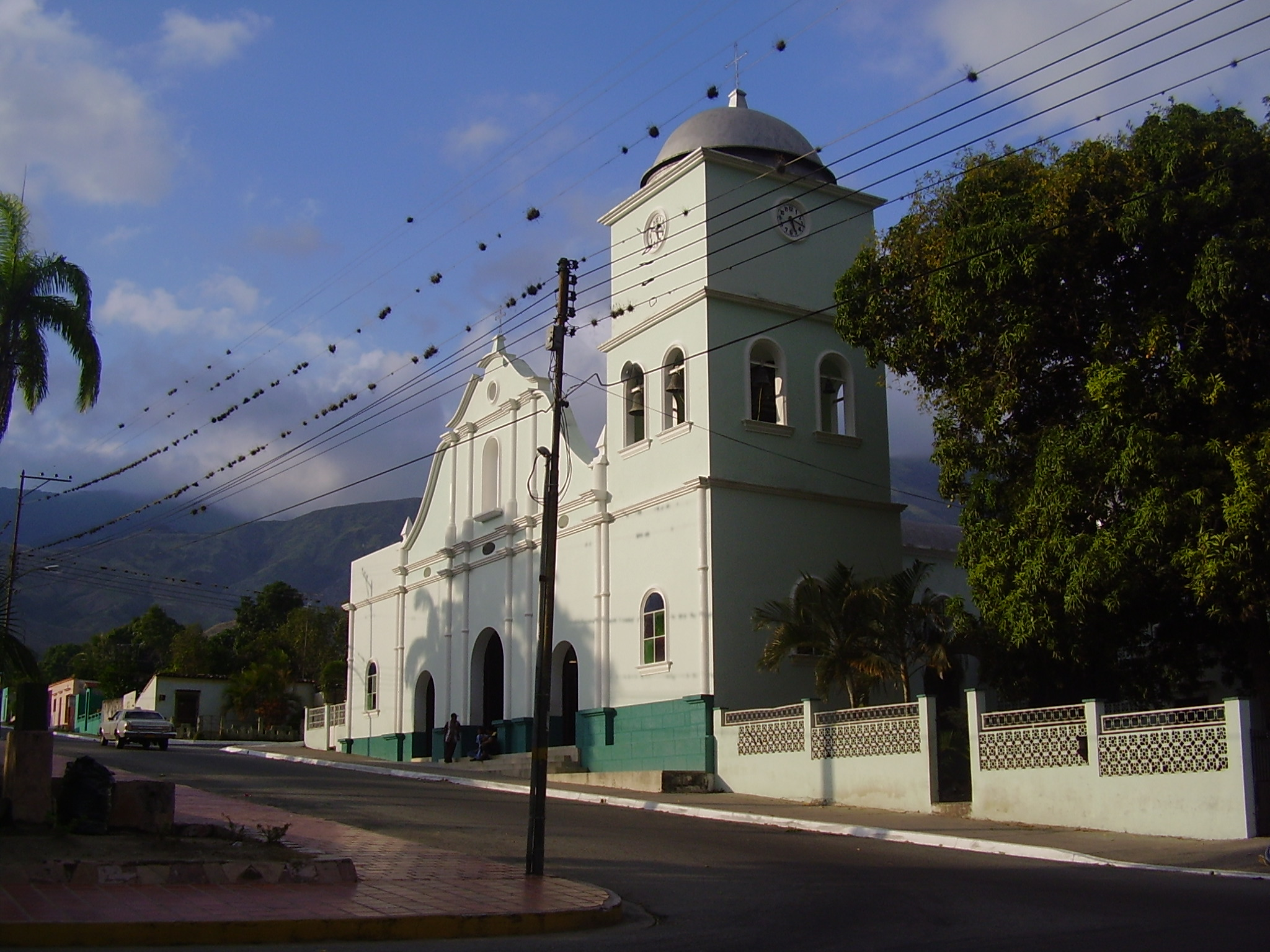
Kościół katolicki San Gerónimo

Patronem miasta jest Święty Hieronim. W miejscowości obowiązuje wolność religijna, obok adwentystów, są Świadków Jehowy, jednak przeważającym wyznaniem jest religia katolicka.

## Sport
W mieście jest uprawiana gra zespołowa baseball.